# Tân Dân, Kinh Môn
Tân Dân là một phường thuộc thị xã Kinh Môn, tỉnh Hải Dương, Việt Nam.

## Địa lý
Phường Tân Dân có vị trí địa lý:
- Phía Đông giáp phường Minh Tân
- Phía Tây giáp phường Duy Tân và tỉnh Quảng Ninh
- Phía Nam giáp phường Phú Thứ
- Phía Bắc giáp tỉnh Quảng Ninh.

Phường có diện tích 4,97 km², dân số năm 2018 là 5.856 người, mật độ dân số đạt 1.178 người/km².

## Lịch sử
Trước đây xã Tân Dân có diện tích 4,93 km², dân số năm 1999 là 4066 người, mật độ dân số đạt 825 người/km².
Ngày 11 tháng 9 năm 2019, Ủy ban Thường vụ Quốc hội ban hành Nghị quyết số 768/NQ-UBTVQH14 (nghị quyết có hiệu lực từ ngày 1 tháng 11 năm 2019). Theo đó, chuyển huyện Kinh Môn thành thị xã Kinh Môn và thành lập phường Tân Dân trên cơ sở toàn bộ 4,97 km² diện tích tự nhiên và 5.856 người của xã Tân Dân.